# Aeropuerto Internacional de Tobruk
El Aeropuerto Internacional de Tobruk (IATA: TOB, OACI: HLTQ) es un aeropuerto que sirve a la ciudad mediterránea de Tobruk, capital del distrito de Butnan en Libia . El aeropuerto se encuentra 23 kilómetros (14,3 mi) al sur de Tobruk, en la localidad de Al Adm.

## Historia
El aeropuerto anteriormente recibía el nombre de Aeropuerto Gamal Abdel Nasser, en honor al presidente de la antigua República Árabe Unida .
El aeropuerto se inauguró oficialmente como Aeropuerto Internacional de Tobruk el 29 de abril de 2013. Siendo el aeropuerto más antiguo del país, antiguamente ofrecía vuelos internos únicamente. El primer vuelo internacional de pasajeros fue a Alejandría, Egipto, operado por Libyan Airlines . El aeropuerto cuenta con vuelos nacionales a Bengasi y Trípoli. Fue la base de la extinta aerolínea Tobruk Air Transport and Cargo.
Actualmente se encuentra en construcción una nueva terminal de pasajeros. El aeropuerto contará con una zona libre de impuestos (duty free). En el año 2018 se dejaron de prestar servicios como aeropuerto de carga. En agosto de 2023, tras un parón de más de 5 años, llegó de nuevo un vuelo de carga internacional, desde los Emiratos Árabes Unidos, restableciendo así este servicio.

## Antecedentes históricos
Al comienzo de la Segunda Guerra Mundial, Libia era una colonia italiana y Tobruk se convirtió en el escenario de importantes batallas entre los Aliados y las potencias del Eje. Tobruk fue estratégicamente importante para la conquista del este de Libia, en lo que entonces se conocía como provincia de Cirenaica. El aeródromo era importante debido a la relevancia de la capacidad aérea en las guerras en el desierto.

## Aerolíneas y destinos
| Aerolíneas      | Destinos                                    |
| --------------- | ------------------------------------------- |
| Buraq Air       | Tripoli–Mitiga                              |
| Libyan Airlines | Alexandria, Benghazi, Tripoli–Mitiga, Tunis |